# История почты и почтовых марок Тонги
История почты и почтовых марок Тонги (англ. Tonga; в 1897—1944 годах на марках указывалось тонг. Toga) восходит к 1882 году, когда на острове Ниуафооу начала действовать «жестяная почта». В 1886 году была учреждена официальная почтовая служба и появились первые почтовые марки. Позднее Тонга зарекомендовала себя как одно из самых известных в мире государств по количеству выпущенных марок свободной формы и из необычных материалов.

## Ранний этап
В 1822 году на острова прибыли уэслианские миссионеры, с деятельностью которых связаны сохранившиеся письма домарочного периода. Однако бо́льшую известность островам принесли «жестяная» и ракетная почты.

### «Жестяная почта»
В первой половине XX века филателисты начали гоняться за любопытными почтовыми гашениями из Ниуафооу, вулканического острова архипелага Тонга. Поскольку на Ниуафооу не было глубоководной гавани, куда могли бы заходить суда, начиная с 1882 года доставка почты здесь осуществлялась с помощью так называемой англ. «Tin Can Mail» («жестяной почты»), когда корреспонденция бросалась за борт в керосиновых канистрах или жестяных банках из-под печенья, которые затем вылавливали из воды местные пловцы.
«Жестяная почта» стала сюжетом целого ряда марок Тонги и Ниуафооу, а также нашла отражение в одном из исторических названий острова — Тин-Кэн (Tin Can island).

### Ракетная почта
В поисках средств для доставки корреспонденции в конце XIX века на островах Тонга были осуществлены попытки первого в мире почтового применения ракет. Ракеты Конгрива, в специальный отсек которых помещали несколько килограммов почты, запускались из главного города островного государства на соседние острова и преодолевали расстояние около 2 км. Из-за недостаточной точности и дальности ракеты терялись, и от идеи ракетной почты после нескольких запусков пришлось отказаться.
В 1985 году ракетная почта Тонги была увековечена на четырёхмарочной серии Ниуафооу (Sc #60—63). Ей была также посвящена одна из марок (Sc #78) серии этого же острова, выходившей в 1986 году в связи со 100-летним юбилеем марок Тонги (Sc #76—80).

## Организация регулярной почты
Официально почтовая служба на Тонге была создана в 1886 году таможенным директором (Collector of Customs) Фиджи. Главная контора почты располагалась в Нукуалофа, столице королевства. Первоначально почтовые услуги оплачивались с помощью небольшого количества имевшихся почтовых марок Фиджи. Одновременно, по согласованию с британским консульством, было открыто почтовое отделение Германии, которое обрабатывало только посылки.

Нормальный и перевёрнутый портреты короля Тонги Джорджа Тупоу II на марках в 2(Sc #41) и 7,5 пенса(Sc #47a), 1934

## Выпуски почтовых марок

Почтовая марка Тонги (1953): яхта «Hifofua»

Впервые почтовые марки Тонги поступили в обращение в 1886 году. На них был изображён король Джордж Тупоу I. С 1897 по 1944 год в качестве названия страны на марках указывалось «Toga» («Тога»).
В дальнейшем королевство Тога получило в филателистическом мире известность благодаря необычным выпускам. Например, в 1934 году появилась перевёртка портрета короля Тонги Джорджа Тупоу II. В 1963 году островным государством были эмитированы первые в мире самоклеящиеся марки. Это были марки на тему нумизматики. При этом марки имели круглую форму, были напечатаны тиснением на позолоченной алюминиевой фольге и воспроизводили рисунок монет, в честь которых они были выпущены.
Последующие филателистические выпуски были также оригинального дизайна. В частности, с 1966 года издавались штампованные почтовые марки свободной формы, которые были выполнены в форме очертания острова, банана, кокосового ореха, попугая, сердца и т. п.; все они были самоклеящиеся.

Почтовая марка Тонги свободной формы (1975)(Sc #367)

Многие подобные выпуски в рекламных целях снабжены в качестве подзаголовка под названием страны текстом англ. The Friendly Islands (или Isles) — острова Дружбы, как их назвал Джеймс Кук. Хотя некоторые марки были слишком большими, чтобы их можно было наклеить на обычные конверты для писем первого класса, необычные почтовые марки Тонги приобрели популярность у филателистов всего мира.
В 1970 году почтовой администрацией Тонги (скорее, с коммерческой целью) были сделаны надпечатки по поводу вступления страны в британское Содружество наций, которые одновременно переопределяли надпечатываемые марки в авиапочтовые служебные («airmail official»).

«Коммерческая» надпечатка на штампованной марке Тонги (1970)(Sc #CO31)

Около 1980 года подобные выпуски, ориентированные, в первую очередь, на коллекционеров и туристов, были прекращены, и с тех пор Тонга проводит весьма сдержанную эмиссионную политику. С 1997 года на марках указывается полное название государства — Kingdom of Tonga («Королевство Тонга»).
На Тонге также выходили почтово-благотворительные, авиапочтовые, авиапочтовые специальной доставки (airmail special delivery), авиапочтовые служебные и служебные марки. С 11 мая 1983 года почтовое ведомство королевства издаёт самостоятельные марки для острова Ниуафооу.

## Современная почта Тонги
В апреле 2008 года правительство Тонги объявило о приватизации почты Тонги. Однако почтовая служба не вошла в программу 2008 года по приватизации государственных органов и ведомств. Почтовое ведомство (Post Office) было реорганизовано в государственное предприятие Tonga Post Limited.